# Dianismo McFarlandiano
El Dianismo McFarlandiano es una tradición Wicca (anteriormente conocida como Antigua Diánica), que fue fundada por Morgan McFarland y Mark Roberts en 1971. Se distingue de las tradiciones feministas de Diánica Wicca iniciadas por Zsuzsanna Budapest, Starhawk, y otros.

## Conceptos
Las ideas que distinguen a la Tradición McFarland como tradición "diánica" de otros caminos wiccanos, se refieren a su enfoque sobre la "Diosa Immortal en sus triple aspecto de doncella, de madre y de vieja arrugada".
En la Tradición McFarlandiana Diánica, la Diosa "nunca nació y nunca muere. Ella siempre fue, es y siempre será. Ella es el Vacío Fértil en el Centro de la que nace el universo."
Otro concepto importante es "inmanencia". La Diosa es inmanente en su creación. Ella no está separada de su creación, ella es su propia creación, se dio a luz a sí misma. Ella está en todo, en todas partes. "Ella es la diosa de los mil nombres".
La tradición reconoce diosas de diferentes culturas y panteones como aspectos diferentes de "la Diosa Inmortal".

## Principios hembra y macho
A diferencia de muchas otras tradiciones diánicas, la Wicca Diánica McFarlandiana permite la membresía, participación y aquelarre masculinos, aunque el título de Gran Sacerdotisa está reservado para las mujeres.

## Origen y estructura
Inspirados principalmente por la mitología celta, especialmente galesa, también se basa en tradiciones de otras culturas. La tradición celebra 13 lunas durante todo el año. Cada luna tiene su propio ritual y se cree que el misterio se revelará sólo a aquellos que iniciados en esta tradición. Cada luna se asocia con un árbol del alfabeto del árbol ogham celta, tal y como se describe en el libro de Robert Graves "La Diosa Blanca".
La tradición McFarlandiana también celebra los solsticios, equinoccios, y la cruz celta, vacaciones de cuartos, Samhain, Lughnasadh, Imbolc y Beltaine.
Antes de la iniciación, los futuros miembros de la tradición son generalmente obligados a estudiar con una Alta Sacerdotisa durante un año y un día. El grupo de estudio se llama "Grove" o Aquellare, basado en los bosques sagrados que eran lugares de culto para los antiguos pobladores del norte de Europa. Después de la iniciación, la persona se considera un sacerdote o sacerdotisa. Cuando una sacerdotisa está lista para un entrenamiento más avanzado, que se somete al "Pasaje" durante un año y un día, participando en rituales que celebran los misterios solares. Después de completar el paso, se considera entonces una Alta Sacerdotisa y está autorizada para enseñar e iniciar a otros y comenzar su propio círculo o aquelarre. La formación de un nuevo aquelarre se llama "disociación". Después de proceder a una separación, cada Alta Sacerdotisa es considerada autónoma. Algunos varones en la tradición, tienen el honor de ser nombrados Sumos Sacerdotes. Aunque la disposición de que esto no es ampliamente acordada, los miembros de la tradición consideran a un sacerdote como un Sumo Sacerdote si ha participado en el ritual de disociación.
Un anciano es considerado como tal por el consenso de la comunidad. No hay un ritual para especificar la posición. Hay un Consejo de Ancianos, al que se puede acceder para preguntas y discusión ética.

## Normas
La Tradición Diánica McFarland sigue la Rede Wicca-
(Si) no haces daño a nadie, haz lo que quieras
.
Algunos la dividen en dos leyes: no dañes a nadie y haz lo que quieras.
La Tradición Diánica McFarlandiana observa la Ley Triple (el triple se manifiesta en cuerpo, mente y espíritu): "Todo lo que hagas se te va a devolver tres veces."